# Reißenpeunth
Reißenpeunt (auch Peunt, Reußengut oder Reissengut genannt) ist eine Wüstung auf dem Gemeindegebiet der kreisfreien Stadt Bayreuth im bayerischen Regierungsbezirk Oberfranken.

## Geschichte
Reißenpeunth war ursprünglich Haus Nr. 22 von St. Georgen und gehörte spätestens seit der zweiten Hälfte des 19. Jahrhunderts zur Gemeinde Laineck.
Am 1. April 1939 wurde Reißenpeunt nach Bayreuth eingemeindet. 1952 galt Reißenpeunt mit Bayreuth „baulich verwachsen“. An der Stelle des ehemaligen Weilers stehen heute Haus Nr. 25 und 251⁄2 der Markgrafenallee.

### Einwohnerentwicklung
| Jahr      | 001861 | 001871 | 001885 | 001900 | 001925 | 001950 | 001961 | 001970 |
| Einwohner | 8      | 4      | 6      | 3      | 39     | *      | *      | *      |
| Häuser    |        |        | 1      | 1      | 5      | *      | *      |        |
| Quelle    | [ 2 ]  | [ 3 ]  | [ 9 ]  | [ 10 ] | [ 11 ] | [ 6 ]  | [ 12 ] | [ 13 ] |

## Religion
Reißenpeunt ist evangelisch-lutherisch geprägt und nach St. Georgen (Bayreuth) gepfarrt.